# Alexander Noll

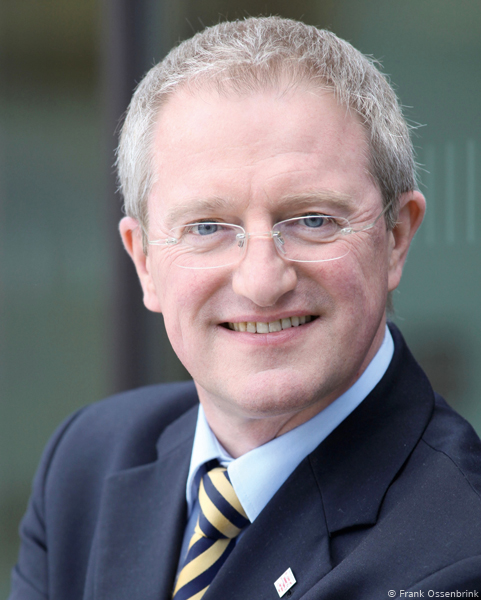
Alexander Noll (2010)

Alexander Noll (* 6. Mai 1960 in Hanau) ist ein deutscher Politiker (FDP).

## Ausbildung und Beruf
Nach dem Abitur (1978) begann Noll ein Lehramtsstudium für Gymnasien in den Fächern Germanistik und Chemie in Frankfurt am Main. Später studierte er Allgemeine Verwaltung an der Verwaltungsfachhochschule in Wiesbaden und erhielt seinen Abschluss als Diplomverwaltungswirt. Noll wurde nun von 1988 bis 1991 im Amt für Schule, Kultur und Sport des Main-Kinzig-Kreises tätig. Von 1991 bis 1997 war er stellvertretender Leiter des Schul- und Sportamtes des Hochtaunuskreises sowie im Anschluss von 1997 bis 2002 Leiter der Leitstelle Arbeitsförderung des Hochtaunuskreises und Geschäftsführer der Taunusdienste. In einem Online-Studiengang „Öffentliches Management“ der Universität Kassel erhielt er den Abschluss Master of Public Administration (MPA). Bis zu seiner Wahl in den Landtag im Januar 2009 arbeitete Noll als stellvertretender Leiter der Revision des Hochtaunuskreis. Seit Mai 2014 ist er hauptamtlich Lehrender für Ökonomie an der Hessischen Hochschule für Polizei und Verwaltung in Wiesbaden.

## Politik
Noll war von 1981 bis 2001 sowie von 2006 bis 2009 Mitglied in der Gemeindevertretung Großkrotzenburg und von 2001 bis 2006 Erster Beigeordneter der Gemeinde Großkrotzenburg. Von 2006 bis 2009 war Noll Vorsitzender der Großkrotzenburger FDP-Fraktion. Seit 2016 ist er Beigeordneter der Gemeinde Großkrotzenburg.
Bei der Landtagswahl am 18. Januar 2009 wurde er für die FDP in den Hessischen Landtag gewählt. Noll kandidierte im Wahlkreis Main-Kinzig I als Direktkandidat und wurde über den 14. Platz der Landesliste gewählt. Im Januar 2014 schied er aus dem Landtag aus. Im Hessischen Landtag war er Mitglied im Haushaltsausschuss und dort Obmann seiner Fraktion. Des Weiteren war Noll Sprecher für Finanzen, Haushalt, Verwaltungssteuerung und Finanzcontrolling der FDP-Fraktion im Landtag.
Er war von 2006 bis 2021 Kreistagsabgeordneter im Main-Kinzig-Kreis; hier war er von 2006 bis 2011 parlamentarischer Geschäftsführer, von 2011 bis 2016 und von 2020 bis 2021 Fraktionsvorsitzender der FDP-Kreistagsfraktion. Nach mehreren verlorenen Kampfabstimmungen um Listenplätze für die Kreistagswahl 2021 kandidierte Noll nicht mehr für den Kreistag. Zwischen 2008 und 2014 war er Vorsitzender der FDP Main-Kinzig. Er war Mitglied im Landesvorstand der FDP und der Vereinigung Liberaler Kommunalpolitiker. Bei den Kommunalwahlen in Hessen 2011 sowie bei der Landratswahl im März 2017 kandidierte Noll für das Amt des Landrates des Main-Kinzig-Kreises.

## Kontroversen
In seiner Zeit als Abgeordneter des Hessischen Landtags bezeichnete Noll im Juni 2013 die Forderung von Bündnis 90/Die Grünen Hessen nach einem Tempolimit als „Öko-Faschismus“. Sowohl er als auch die FDP weigerten sich, sich für diese Aussage zu entschuldigen.
Einem Mitarbeiter der Finanzabteilung in Großkrotzenburg warf er 2022 auf Facebook öffentlich vor, keine Ahnung von seinem Fach zu haben. Gegen Noll wurden daraufhin Strafanzeige und Dienstaufsichtsbeschwerde gestellt.